# Клісфен Сікіонський
Клісфен (дав.-гр. Κλεισθένης) — тиран Сікіону у 596 — 565 роки до н. е.
Клісфен Сікіонський — нащадок роду, який стояв на чолі правлячої партії у Сікіоні, поблизу Коринфської затоки. Засновником роду Клісфена був Орфагор. Онуком Клісфена сікіонського за материнською лінією був Клісфен Афінський.

## Політика
До влади Клісфен прийшов за допомогою насильства. Він підбурив молодшого брата Ісодама виступити проти старшого брата Мирона, який наніс тому важку образу. Ісодам вбиває брата, а Клісфен оголошуючи його братовбивцею та виганяє із полісу.
Вся політика Клісфена була спрямована на зміцнення власного полісу. Він надав правлячій партії широкі права, розірвав союз із Аргосом. Боровся проти культу аргоського царя Адраста із метою послабити вплив останнього на власну державу. Створив союз із Афінами.
Разом із Солоном Клісфен Сікіонський почав Першу Священну війну. У 590 до н. е. захопив Кірру, цілком знищивши місто, а всю околицю передав Дельфійському оракулу. Завдяки цій політиці Клісфен заслужив повагу і подяку грецького народу, його дружби стали шукати найбагатші роди Греції.
Клісфен Сікіонський заснував Піфійські ігри, навіть сам виграв кінні перегони у 582 до н. е.